# Pisana-Hütte
Die Pisana-Hütte (pl. Schronisko na Polanie Pisanej) lag auf einer Höhe von 1020 m n.p.m. in Polen in der Westtatra im Tal Dolina Kościeliska auf der Alm Polana Pisana. Das Gebiet gehört zur Gemeinde Kościelisko.

## Geschichte
Die Hütte wurde 1935 errichtet. Im Zweiten Weltkrieg diente die Hütte Widerstandskämpfern als Rückzug. Die Hüttenbesitzer, das Ehepaar Berestków, wurden daher 1941 verhaftet. Die Hütte wurde bei Kämpfen zwischen deutschen und sowjetischen Einheiten im Januar 1945 zerstört. Nach dem Wiederaufbau 1946 diente sie vor allem den Besuchern der nahe gelegenen Höhlen. 1987 wurde sie bei den Dreharbeiten zum Film Trójkąt Bermudzki von der Filmcrew in die Luft gesprengt. Sie wurde danach nicht wieder aufgebaut.